# Polyrhachis longipilosa
Polyrhachis longipilosa (лат.) — вид древесных муравьёв рода полирахис (Polyrhachis) из подсемейства формицины (Formicinae, отряд перепончатокрылые). Эндемик Таиланда.

## Распространение и экология
Юго-восточная Азия: западный Таиланд, провинция Канчанабури. Собраны из полога деревьев на высоте около 25 м над землей, в то время как его близкие виды P. constructor, P. varicolor и P. flaviconis были найдены на кустарниках на меньшей высоте 1,59—5 м над землей и гнездились на нижней стороне листьев растений или между листьями.

## Описание
Мелкие муравьи чёрного цвета (около 6 мм). Polyrhachis longipilosa sp. nov. похож на P. constructor и отличается от последнего по следующим признакам рабочих: 1) волоски на скапусе усиков длиннее максимальной ширины скапуса (короче или почти так же длины, как максимальная ширина скапуса щитка у P. constructor); 2) шипы петиоля с длинными стоячими волосками (без стоячих волосков у P. constructor); 3) волоски на первом брюшном тергите почти такой же длины, как максимальный диаметр глаза (заметно короче, чем максимальный диаметр глаза у P. constructor); 4) голова и мезосома с более грубой скульптурой (слабая скульптура у P. constructor); 5) бороздчатость на переднеспинке хорошо выражена (плохо выражена у P. constructor). Длина тела рабочих особей — 6,05—6,50 мм, ширина головы — 1,22—1,32 мм (длина — 1,65—1,68 мм), длина скапуса (SL) — 1,91—1,98 мм. Соотношение длины скапуса усиков к ширине головы (индекс скапуса, SI=SL/HW × 100) — 150—157. Соотношение ширины и длины головы (CI) у рабочих — 77—78. Ширина петиоля (PTW) — 0,92—0,99 мм, длина средней голени (MTL) — 1,91—1,98 мм. Вид относится к подроду Myrmatopa и группе видов Polyrhachis flavicornis species group.